# Bombardement de Pforzheim

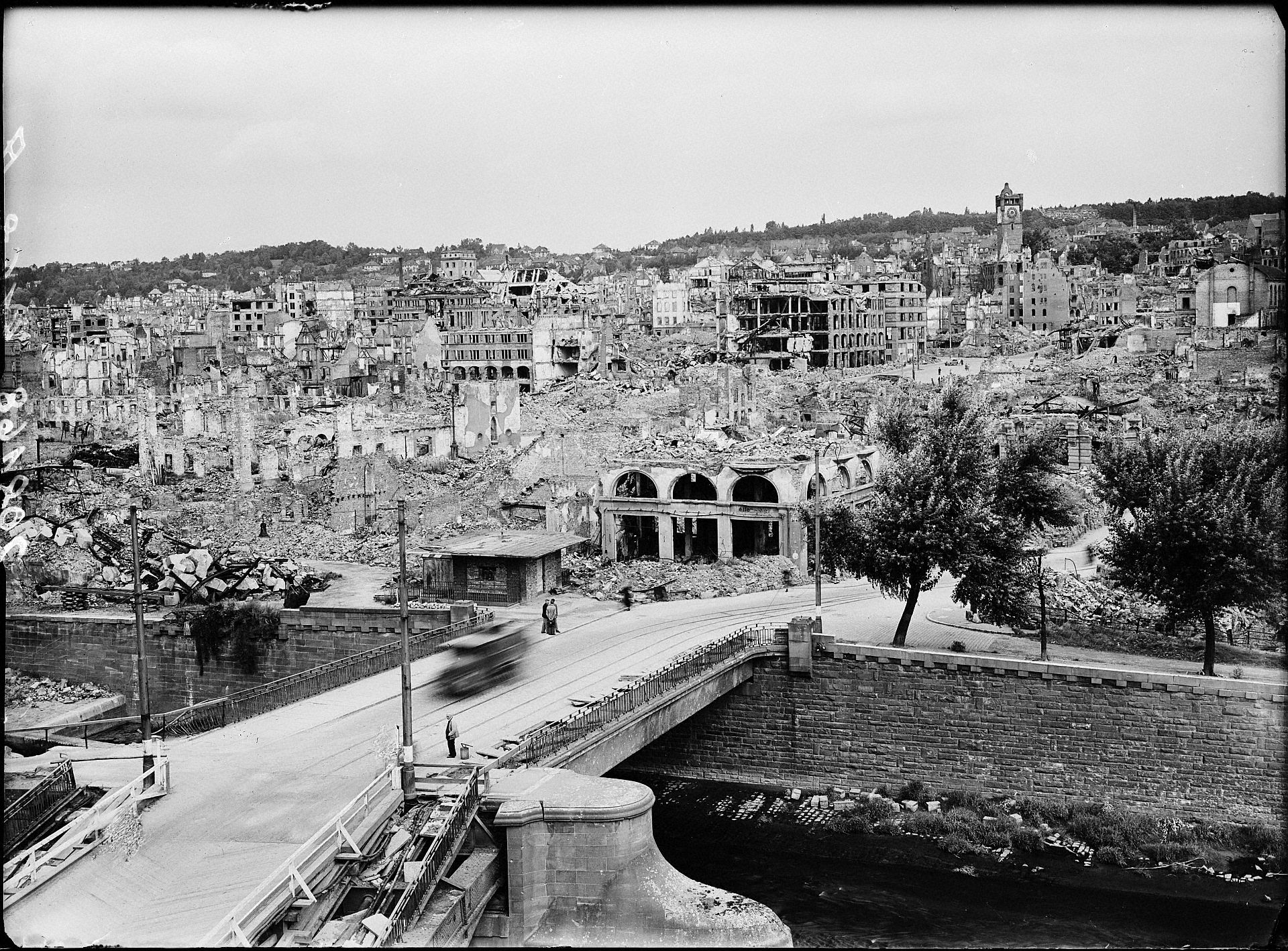
La ville allemande de Pforzheim détruite en 1946.

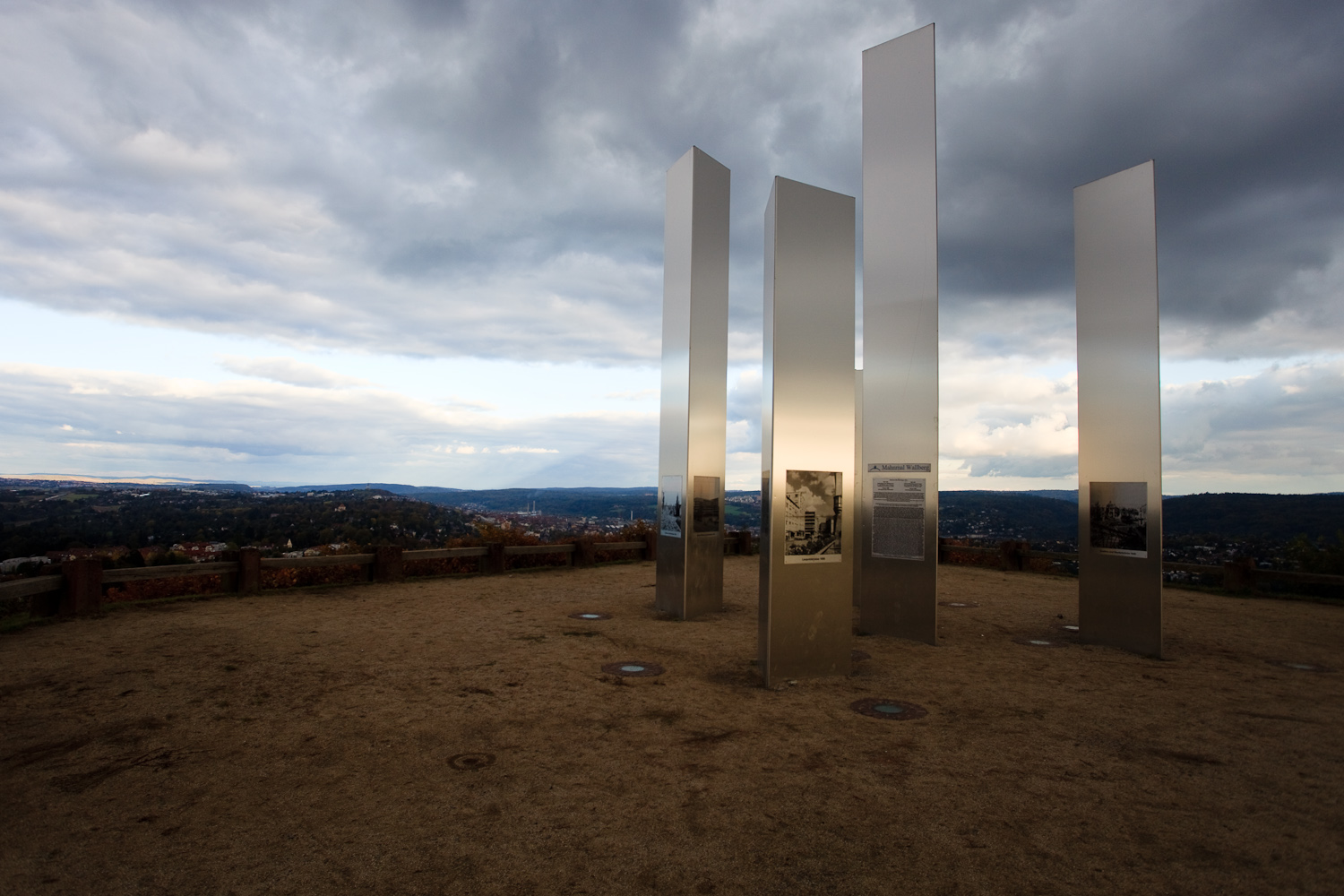
Mémorial de stèles d'acier au sommet du Wallberg, colline artificielle constituée des déblais de la ville ruinée, qui commémore le raid aérien.

Dans les derniers mois de la Seconde Guerre mondiale, Pforzheim, ville du sud-ouest de l'Allemagne sans importance militaire, réputée pour son horlogerie et ses églises, fut bombardée à plusieurs reprises. Le raid le plus dévastateur par l'extension des destructions et le nombre de victimes fut mené par la Royal Air Force britannique dans la soirée du 23 février 1945. Il dura seulement 22 minutes et déclencha une tempête de feu pendant laquelle 31,4 % des habitants de la ville — plus de 17 600 personnes — furent tués. Environ 83 % des bâtiments furent détruits, les deux tiers de la commune et entre 80 et 100 % du centre-ville.
Ce bombardement fut mené par 379 avions dont 367 bombardiers Avro Lancaster.